# Johan Ludvig Runeberg

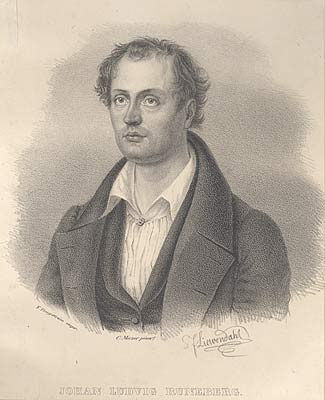
Runeberg en un grabado de 1837.

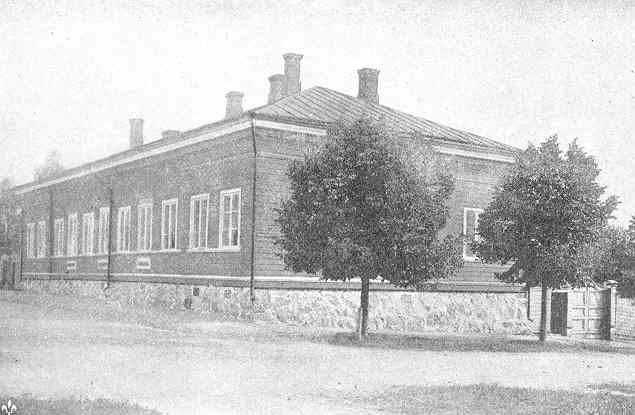
Casa de Runeberg en Porvoo (foto tomada en 1900). El gobierno de Finlandia la convirtió en museo en 1882.

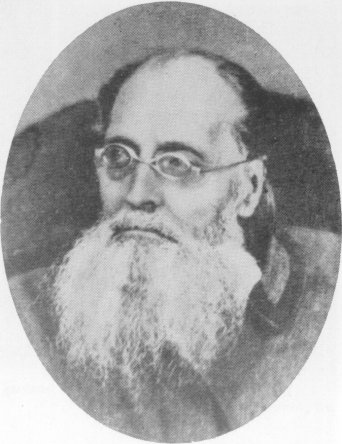
Runeberg en un 1875. Foto tomada por su hijo Fredrik.

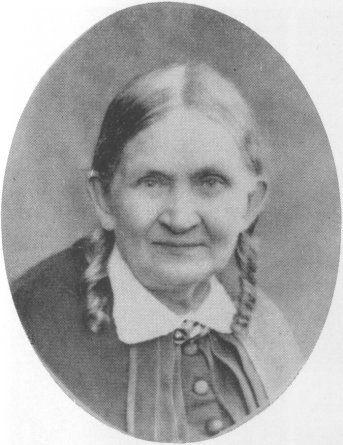
Fredrika Runeberg, esposa del poeta, en 1875.

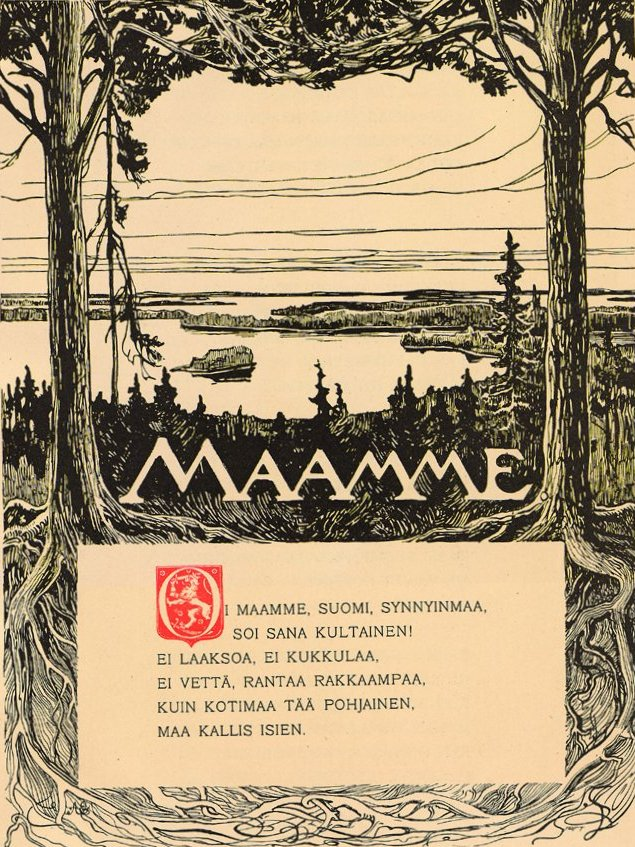
"Maamme", el primer poema de "Fänrik Ståhls Sägner" que forma parte del himno de Finlandia.

Johan Ludvig Runeberg (Jakobstad, 5 de febrero de 1804-Porvoo, 6 de mayo de 1877) fue un poeta finlandés, considerado el poeta nacional de Finlandia y uno de los más importantes poetas de toda Escandinavia. 
El día de su nacimiento, el 5 de febrero, es una fiesta en la que Finlandia se engalana con banderas nacionales en su honor y conmemoración. Además, existe un pastelillo o pequeña tarta que lleva su nombre, el Runebergintorttu (‘Tarta de Runeberg’), que suele degustarse en ocasión de su aniversario.

## Vida

### Infancia
Hijo de Lorens Ulrik Runeberg, un capitán de barco que estudió brevemente Teología en Åbo, y de Anna Maria Malm; Johan Ludvig Runeberg nació cuando su padre se había hecho a la mar, y como resultado, no le conoció hasta que tuvo tres años.
Tenía cinco hermanos, tres hermanas: Ulrika Carolina, Emilie y Maria Mathilda, y dos hermanos: Viktor y Nestor, quienes habrían de seguir los pasos del padre. Por su parte, Carolina también se dedicó a la poesía.

### Estudios
Habiendo cursado sus primeros estudios en las ciudades de Vaasa y Oulu, estudió en la Academia de Åbo, donde trabaría amistad con el estadista y filósofo Johan Vilhelm Snellman y con el escritor, poeta, periodista e historiador Zacarías Topelius. Se graduó de Åbo en julio de 1827 en Artes en Filosofía.
Sus estudios básicamente se advocaron al latín y griego clásicos.

### Carrera
Inicialmente trabajó durante algún tiempo como tutor en las regiones rurales de Saarijärvi (Finlandia Central). La residencia en dicha localidad le habría de inspirar para Bonden Paavo en 1830.
Desde 1832 trabajó como editor en el periódico Helsingfors Morgonblad, para el que también escribió contribuciones.
Después de que un gran incendio devastara la ciudad de Turku, se trasladó a Helsinki en 1828. Desempeñó un cargo de docente en la universidad urbana (de 1830 a 1837), pero al no poder conseguir un puesto como catedrático de latín y griego se mudó a Porvoo en 1837 para ser profesor de literatura romana en su liceo.
El incipiente sentimiento de espíritu nacional de la primera mitad del siglo XIX hizo que dedicara su lírica principalmente a temas de inspiración finlandesa.
La apoplejía que sufrió en 1863 provocó que su carrera se viese súbitamente interrumpida, ya que tuvo que quedarse postrado en cama hasta su muerte en 1877.

## Familia
Se casó con Fredrika Tengström en enero de 1831, después de haberla conocido en el verano de 1827. Fredrika era sobrina de Jakob Tengström, el arzobispo luterano de Turku.
De los ocho hijos que la pareja tuvo, dos murieron durante la infancia. A saber, sus hijos fueron:
- Anna Carolina (1832-1833). Falleció en el verano de 1833, se dice que su muerte causó tal pesar que siempre que Fredrika iba a a tener un hijo se preparaba para dar a luz a una niña.
- Ludvig Mikael (1835-1902)
- Lorenzo (1836-1919)
- Walter Magnus (1838-1920). Escultor.
- Johan Wilhelm (1843-1918)
- Jakob Robert (1846-1919)
- Edvard Moritz (1848-1851). Falleció de complicaciones a causa de fiebre escarlatina.
- Fredrik Karl (1850-1884).

## Obras

### Bonden Paavo
Muchos de los poemas de Runeberg tratan temáticas de la vida rural finlandesa. El más conocido dentro de este ámbito es Bonden Paavo ("Paavo el granjero", y traducido al finés como "Saarijärven Paavo", "Paavo de Saarijärvi"), acerca de un humilde campesino y su reducida propiedad en la empobrecida parroquia de Saarijärvi y de su determinación, "Sisu" (término finés que se puede interpretar como "coraje" o "fuerza de voluntad") e inquebrantable fe en la divina providencia en el enfrentamiento con los rigores del clima y las malas temporadas de la cosecha. 
En tres ocasiones, las heladas de una noche destruyeron las cosechas de Paavo. Cada vez el campesino duplica la ración de cortezas que mezcla al preparar su pan para poder enfrentar el hambre, mientras que trabaja más duro para desecar el terreno pantanoso y lograr que la tierra esté menos expuesta a las heladas nocturnas.
En su cuarto intento, Paavo finalmente logra una rica cosecha. Su esposa agradece a Dios y le dice que disfrutarán de pan preparado enteramente con granos, pero Paavo le instruye para que prepare pan con cortezas una vez más, puesto que su vecino ha perdido todas sus cosechas en una helada y compartirá la mitad de las suyas con él para aliviar su necesidad.

### Fänrik Ståhls Sägner
Entre sus obras cabe destacar sobre todo Fänrik Ståhls Sägner ("Relatos del alférez Ståhl ("Acero")"), que se considera el poema épico finlandés más importante fuera de la tradición del Kalevala.
Consta de dos tomos (1848 y 1860) escritos en forma de 35 canciones épicas o cantares, narra los acontecimientos de la Guerra de Finlandia (1808 - 1809) en la que Finlandia, hasta entonces parte del reino de Suecia, pasó a formar parte del Imperio ruso como un ducado autónomo. La obra ha sido traducida al finés como Vänrikki Stoolin tarinat, de allí que la versión española se titule a veces como "Relatos del alférez Stool" ("Stool" es la imitación fonética finlandesa del apellido sueco "Ståhl").
El poema, compuesto mediante episodios, pone énfasis en la humanidad presente en todas las partes del conflicto, aunque elogia principalmente el arrojo y el heroísmo fineses.
El primer poema o la introducción de la obra se titula Vårt land ("Maamme" en finés), o sea "nuestra tierra", y forma la letra del himno nacional finlandés. Runeberg compuso sus poemas en sueco, pero su obra se tradujo al finés. Hoy en día, los integrantes de las dos comunidades lingüísticas de Finlandia lo consideran como intérprete de su espíritu y del alma finlandesa.

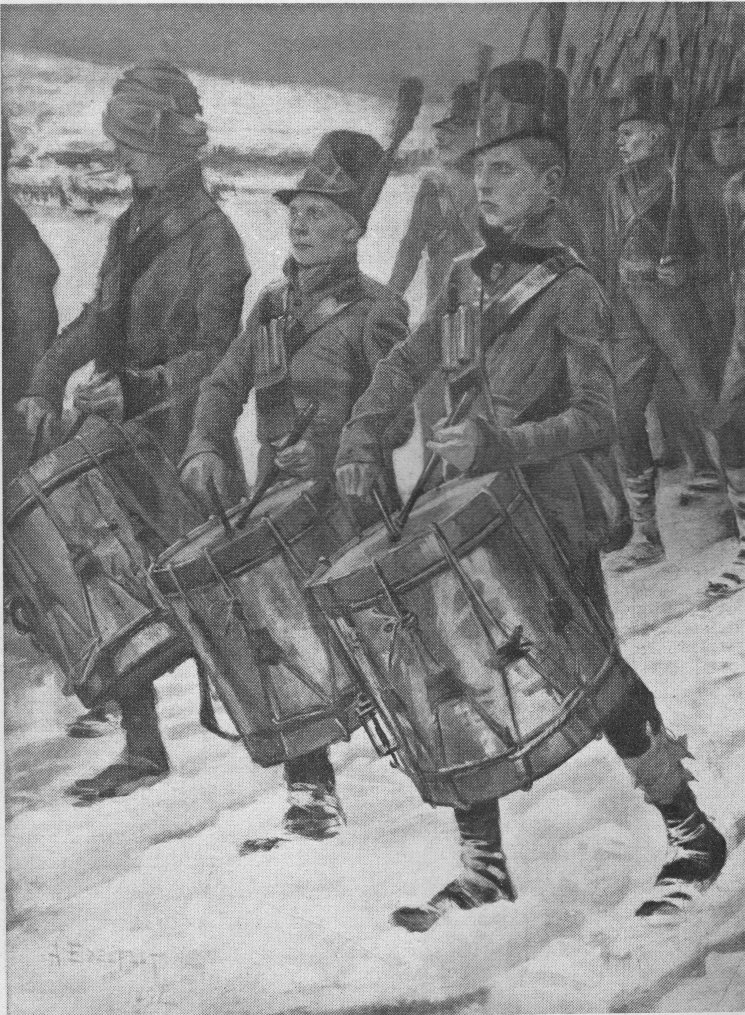
La marcha de los habitantes de Björneborg (en sueco Björneborgarnas marsch). Grabado de una escena de Fänrik Ståhls Sägner.

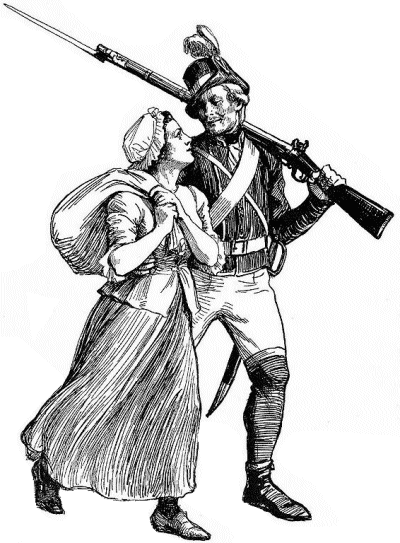
Lotta Svärd acompaña a su esposo a la guerra. Grabado de una escena de Fänrik Ståhls Sägner.

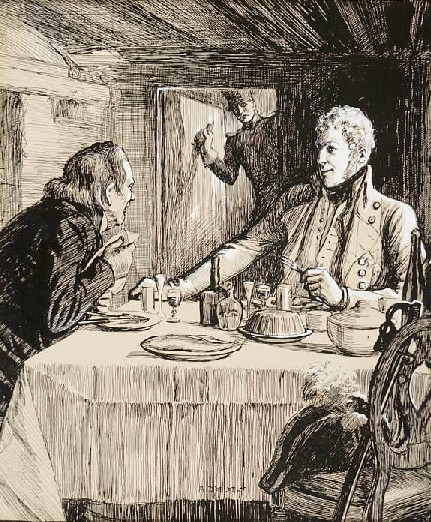
El general Sandels. Grabado de una escena de Fänrik Ståhls Sägner.

### Dikter
Los "Poemas" (Dikter en sueco y "Runot" en finés) fue la primera obra de Runeberg. Algunos de los poemas hacen patente el idealismo y sentimentalismo del autor. Publicados en 1830, se habrían de imprimir otros dos tomos en 1833 y 1843. Entre las piezas de la colección se cuentan:
- Färd från Åbo ("Viaje de Åbo")
- Flyttfåglarne ("Aves de paso")
- Svanen ("El cisne")

### Simningen
Simningen (que literalmente se traduce como "Natación") es una obra de carácter erótico que solo se dio a conocer de forma póstuma. En sus memorias sobre su esposo, Fredrika Runeberg lo describe como un "amante salvaje, tempestuoso y apasionado".

### Himnos
Runeberg también compuso la letra de algunos himnos luteranos ("Psalmer"). Entre ellos:
- Bevara, Gud, vårt fosterland ("Dios, protege nuestra patria")
- De äro nu förgångna ("Ahora son parte del pasado")
- En dyr klenod, en klar och ren ("Un tesoro valioso, claro y puro")
- Gud, se i nåd till dessa två ("Dios, concede buena fortuna a estos dos", un himno nupcial)
- Han på korset, han allena (Él en la cruz, él tan solo")
- Hell morgonstjärna, mild och ren ("Alabado seas, Lucero del alba, luz pura y suave", himno navideño)
- Hur ljuvt det är att komma ("Qué hermoso es llegar")
- I dödens bojor Kristus låg ("Cristo yacía en las cadenas de la muerte")
- Jag lyfter ögat mot himmelen ("Levanto mis ojos al cielo")
- Kväll eller morgon, hvarje stund ("Tarde o mañana, en todo momento")
- Till natt det åter líder ("Se acerca otra vez la noche")

## Honores

### Conmemoración
El cumpleaños de Runeberg (5 de febrero) es día festivo nacional en Finlandia. Se conmemora al autor y se consumen "tartas de Runeberg".

### Moneda conmemorativa
En 2004, el gobierno de Finlandia lanzó una moneda conmemorativa con motivo del 200.º aniversario de su nacimiento.

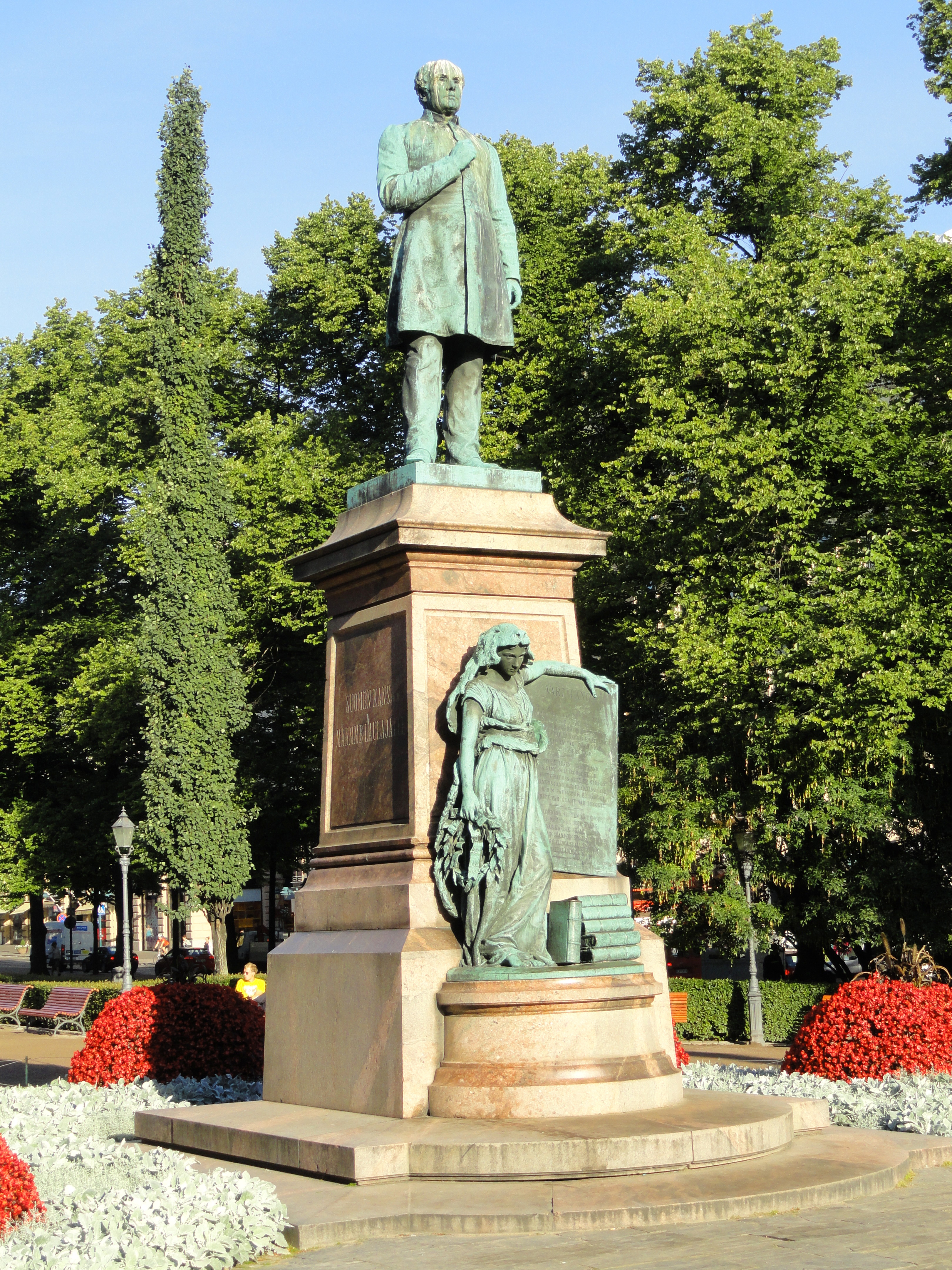
Estatua de Runeberg en Esplanadin puisto, un parque de Helsinki.

La moneda (de 10 euros) muestra un retrato de Runeberg en el anverso, mientras que en el reverso exhibe una muestra de tipografías usadas en 1831 por el periódico Helsingfors Morgonblad, para el cual Runeberg escribió algunos de sus trabajos y colaboró desde 1831.
El diseño fue obra de Heli Kauhanen.

### Proyecto Runeberg
Lanzado en 1992 a imagen del Proyecto Gutenberg, el Proyecto Runeberg es una iniciativa que reúne textos libres de derecho de autor en una sola base de datos. No obstante, este se centra únicamente en autores nórdicos.

### Tarta de Runeberg
La Tarta de Runeberg (en finés: Runebergintorttu; en sueco: Runebergstårta) es un postre finés que comúnmente contiene almendras y es sazonado con ron.
Lleva mermelada de frambuesa contenida por un anillo de azúcar, todo esto sobre la misma tarta. Usualmente pesa alrededor de unos 100 gramos.
Se dice que Runeberg disfrutaba de una de estas tartas acompañada de punsch en cada desayuno.

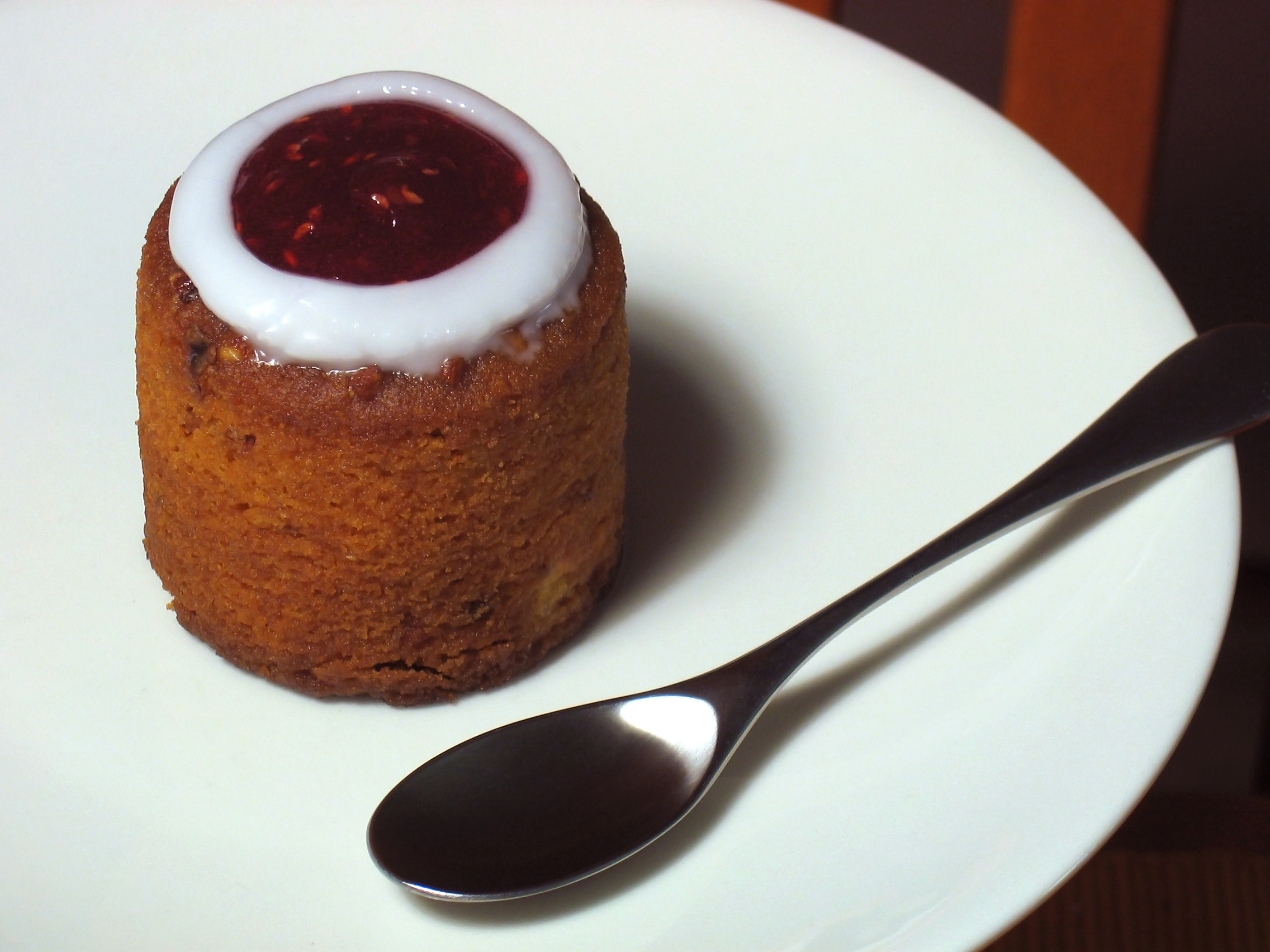
Tarta de Runeberg ("Runebergintorttu").

Tradicionalmente las tartas de Runeberg se consumen solamente en Finlandia, donde se las puede conseguir desde inicios de enero hasta la celebración del cumpleaños de Runeberg, el 5 de febrero. No obstante, en cafeterías de Porvoo se les puede conseguir todo el año.
Las versiones caseras generalmente tienden a ser como muffins.

#### Historia
De acuerdo a la leyenda popular, la esposa de Runeberg, Fredrika, es la creadora de la tarta al responder a necesidades de su marido. Su libro de recetas (fechado en la década de 1850) contiene la receta, que se cree es una variante de una receta de la década de 1840 del pastelero Lars Astenius de Porvoo.

### Runebergin Koti
La casa en la que vivió Runeberg en Porvoo fue transformada en museo en 1882. Algunas imágenes del museo:

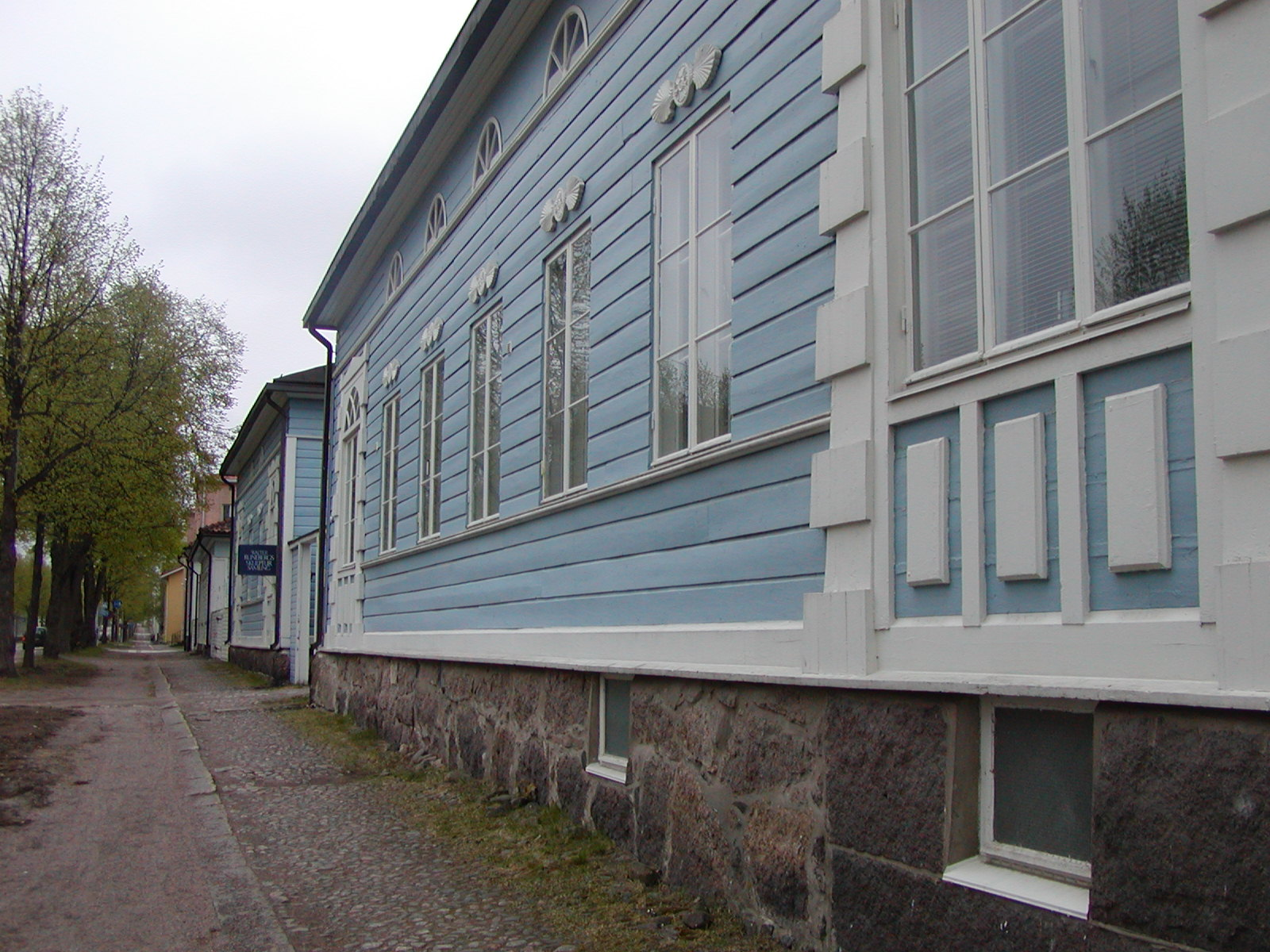
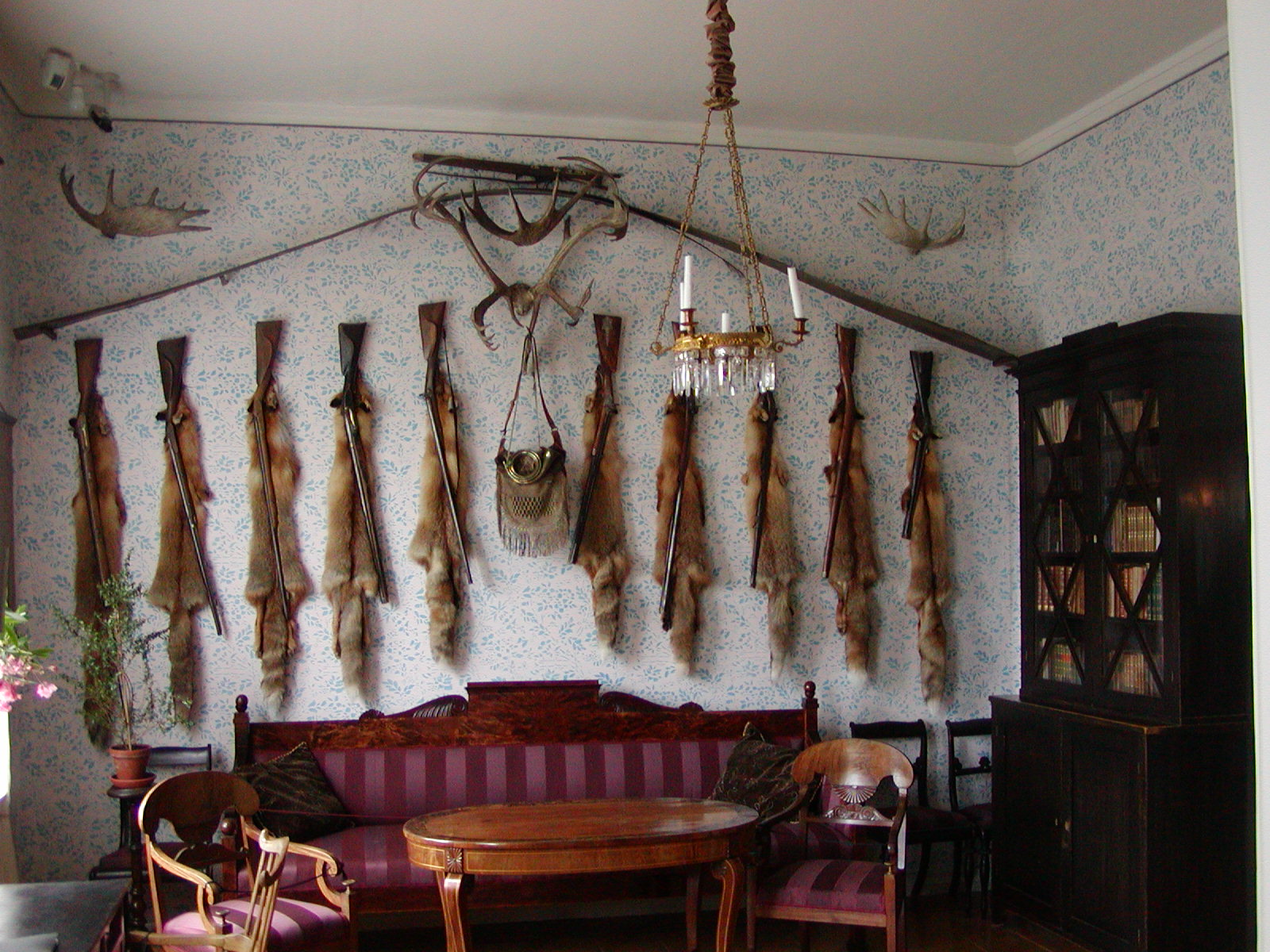
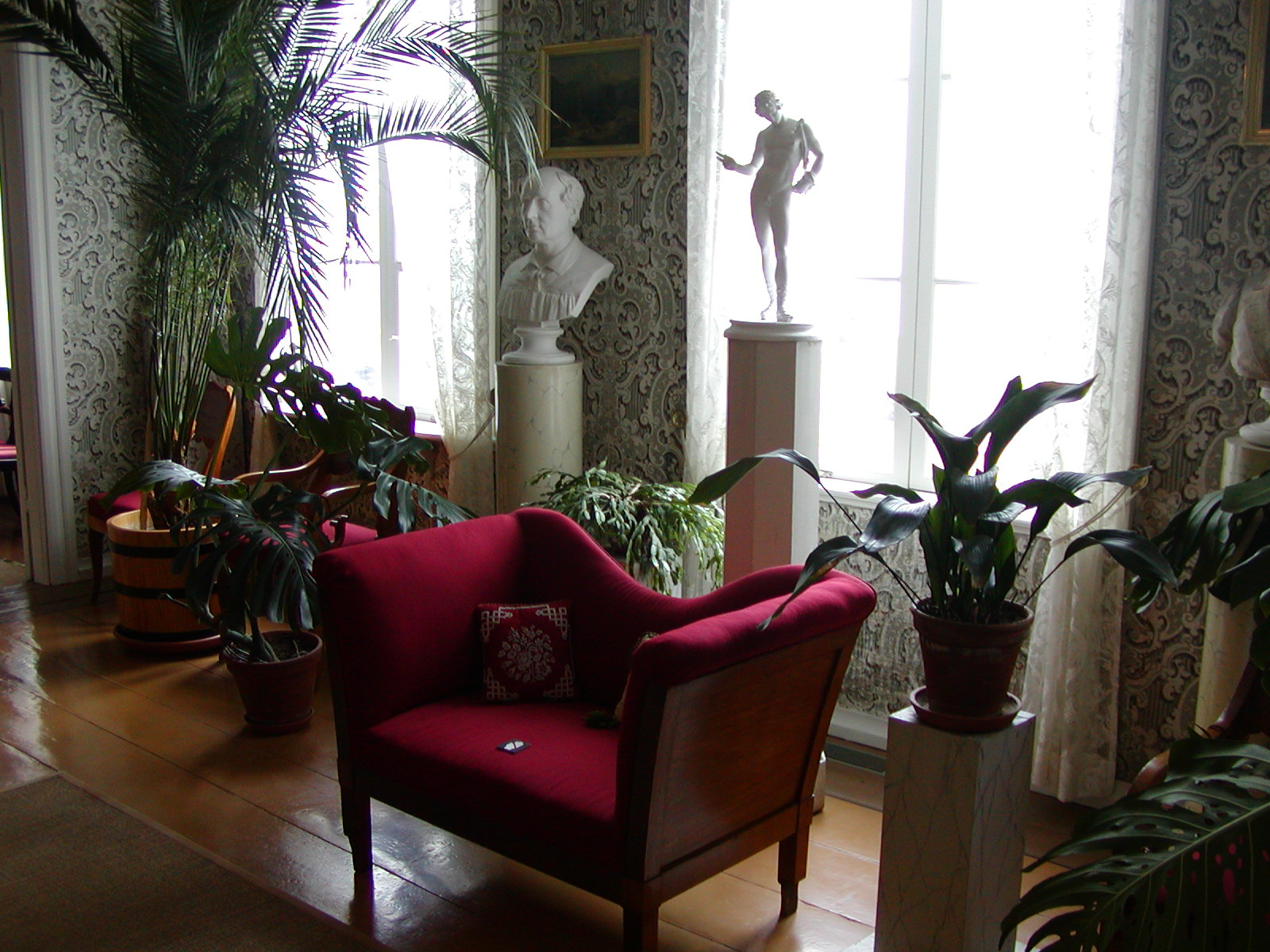
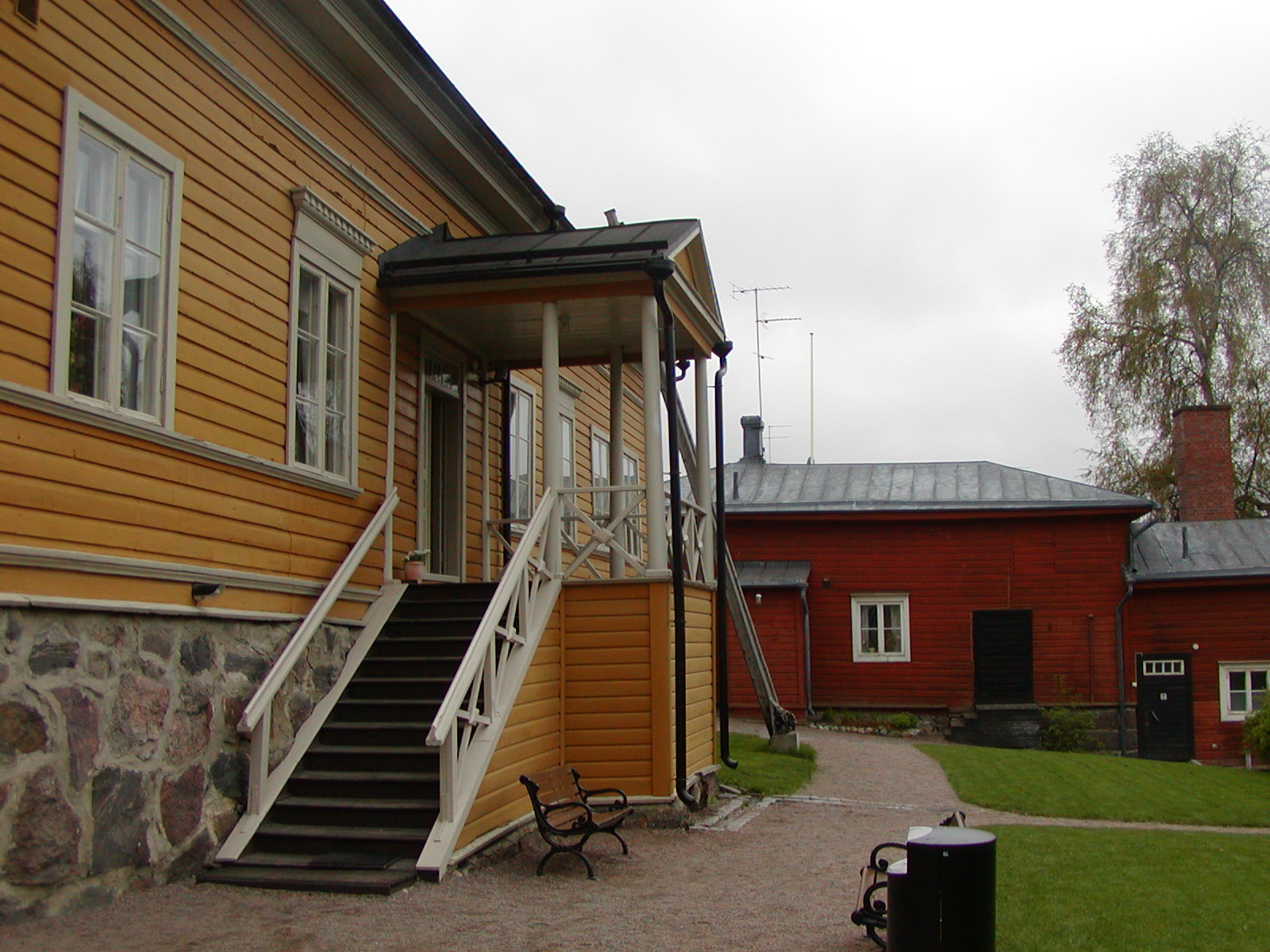